# LOL (GFRIENDのアルバム)
『LOL』（エル・オー・エル）は、韓国の女性アイドルグループGFRIENDの1stフルアルバムである。タイトル曲は「너 그리고 나 (NAVILLERA)」。

## 概要
前アルバム『SNOWFLAKE』以来6か月ぶりに発売されるアルバムであり、初めてのフルアルバムである。
タイトル曲の作詞・作曲は、イギヨンベである。
タイトル曲の「ナビレラ（NAVILLERA）」とは、朝鮮の詩人趙芝薫（チョ・ジフン）が1939年に発表した詩『僧舞』に出てくる朝鮮仏教の伝統舞踊「作法舞」の一つ「蝶の舞（ナビチュム）」を表現した古語「나빌네라（ナビㇽネラ）」が語源であり、趙の詩においては「蝶のようだ」の意味があると解釈されている。GFRIENDの楽曲においては、現代表記「나빌레라」に改められて用いられ、「蝶のように好きな人のもとに飛んで行きたい」との意味が含まれている。
ミュージックビデオの撮影後に振り付けが一部変更された。
発売当日に配信サイト7社でデイリー1位を記録した。

## 収録曲
| #         | タイトル                                              | 作詞  | 作曲・編曲 | 時間 |
| --------- | ----------------------------------------------------- | ----- | ---------- | ---- |
| 1.        | 「INTRO」                                             |       |            | 1:07 |
| 2.        | 「물들어요 (Fall In Love)（→染まるよ）」              |       |            | 3:18 |
| 3.        | 「너 그리고 나 (NAVILLERA)（→あなた、そして私）」     |       |            | 3:14 |
| 4.        | 「LOL」                                               |       |            | 3:30 |
| 5.        | 「한 뼘 (Distance)（→一指尺）」                       |       |            | 3:37 |
| 6.        | 「물꽃놀이 (Water Flower)（→水しぶき）」              |       |            | 3:41 |
| 7.        | 「Mermaid」                                           |       |            | 3:27 |
| 8.        | 「나의 일기장 (Sunshine)（→私の日記帳）」             |       |            | 3:31 |
| 9.        | 「나침반 (Compas)（→羅針盤）」                        |       |            | 3:30 |
| 10.       | 「찰칵 (Click)（→パシャ）」                           |       |            | 3:18 |
| 11.       | 「바람에 날려 (Gone with the wind)（→風に吹かれて）」 |       |            | 3:50 |
| 12.       | 「너 그리고 나 (NAVILLERA)」(Inst.)                   |       |            | 3:14 |
| 合計時間: | 合計時間:                                             | 39:16 |            |      |

## チャート
| チャート（2016）              | 最高ランク |
| ----------------------------- | ---------- |
| 韓国（ガオンチャート '週間'） | 1          |
| 韓国（ガオンチャート '月間'） | 4          |